# Ommatius maculatus
Ommatius maculatus là một loài ruồi trong họ Asilidae. Ommatius maculatus được Banks miêu tả năm 1911. Loài này phân bố ở vùng Tân Bắc giới.